# Aeroportul Tenkodogo
Aeroportul Tenkodogo (IATA: TEG, ICAO: DFET) este un aeroport din Burkina Faso ce deservește zona Tenkodogo. A fost numit după zona deservită.
Situat la o altitudine de 314 m, aeroportul dispune de o singură pistă.